# 石越
石越（？—384年），十六国始平（治今陕西省咸阳市西）人。
前秦苻坚时，历任黄门郎、屯骑校尉。建元年间，石越跟随苻坚子苻丕攻打东晋襄阳（今湖北省襄阳市）。前秦军队没有船，于是率骑兵浮水渡河，攻占襄阳外郭城，夺下船只来渡秦军。苻洛叛乱，他从山东渡海攻克和龙（今辽宁省朝阳市），担任平州刺史，领护鲜卑中郎将，镇守龙城（今辽宁省朝阳市）。苻坚计划大举攻打东晋，石越力劝苻坚，认为不宜动军。淝水之战战败后，苻坚害怕慕容垂作乱，派他镇守邺城（今河北省临漳县西南）来帮助苻丕。結果慕容农叛变，出击石越，石越战败阵亡。